# Selat
Selat ist indonesischer Distrikt (Kecamatan) im balinesischen Regierungsbezirk Karangasem. Der Distrikt Selat grenzt im Südwesten an den Kecamatan Sidemen, im Westen und Nordwesten an Rendang, im Norden an Kubu, im Osten an Bebandem sowie im Süden an den Kecamatan Manggis. Der Binnendistrikt liegt zentral im Kabupaten Karangasem und hat keine externen Grenzen zu anderen Regierungsbezirken. Selat wird in acht Dörfer ländlichen Typs (Desa) gegliedert.

## Verwaltungsgliederung
| Kode PUM 1    | Dorf             | Fläche (km²) Ende 2021 | Einwohner Census 2010 | Einwohner Census 2020 | Einwohner Ende 2021 | Dichte Einw. pro km² |
| ------------- | ---------------- | ---------------------- | --------------------- | --------------------- | ------------------- | -------------------- |
| 51.07.07.2001 | Muncan           | 7,43                   | 6.597                 | 7.634                 | 7.974               | 1.073,22             |
| 51.07.07.2002 | Selat            | 2,19                   | 2.388                 | 2.813                 | 2.999               | 1.369,41             |
| 51.07.07.2003 | Duda             | 6,47                   | 4.527                 | 5.365                 | 5.703               | 881,45               |
| 51.07.07.2004 | Sebudi           | 27,35                  | 5.302                 | 5.686                 | 5.868               | 214,55               |
| 51.07.07.2005 | Duda Utara       | 7,36                   | 5.789                 | 6.489                 | 6.671               | 906,39               |
| 51.07.07.2006 | Duda Timur       | 9,60                   | 5.193                 | 6.664                 | 7.081               | 737,60               |
| 51.07.07.2007 | Pering Sari      | 6,86                   | 5.217                 | 6.170                 | 6.463               | 942,13               |
| 51.07.07.2008 | Amerta Bhuana000 | 6,22                   | 3.101                 | 3.463                 | 3.630               | 583,60               |
| 51.07.07      | Kec. Selat       | 73,50                  | 8.114                 | 44.284                | 46.389              | 631,14               |
Ergebnisse aus Zählung:
2010 und 2020, Fortschreibung (Datenstand: Ende 2021)

## Bevölkerung

### Bevölkerungsentwicklung der letzten drei Halbjahre
| Datum      | Fläche (km²) | Einwohner | männlich | weiblich | Dichte (Einw./km²) | Sex Ratio (m*100/w) |
| ---------- | ------------ | --------- | -------- | -------- | ------------------ | ------------------- |
| 31.12.2020 | 73,5         | 46.193    | 23.264   | 22.929   | 628,5              | 101,5               |
| 30.06.2021 | 73,5         | 46.148    | 23.250   | 22.898   | 627,9              | 101,5               |
| 31.12.2021 | 74,00        | 46.389    | 23.233   | 23.156   | 626,9              | 100,3               |
Fortschreibungsergebnisse